# 滝浪愛

滝浪 愛（たきなみ あい、本名：李慶愛、이경애、イ・キョンエ、1980年4月6日 - ）は、元プロゴルファー。SKトラスト（三協トラスト）に所属していた。東京都板橋区出身。千葉朝鮮初中級学校卒業、東京朝鮮中高級学校中退。
東京朝鮮中高級学校を2年で中退した後、大迫たつ子プロに師事し、ゴルファーとしての修業を積んでいた。
2001年度のLPGA（社団法人日本女子プロゴルフ協会）認定プロテストに合格、プロデビューとなった。
2006年10月31日、ノースショアカントリークラブ（茨城県）で開かれた日本女子ゴルフツアー2次予選会（QT：クオリファイング・トーナメント）において、スコアを少なく直した点を指摘され失格。当初、本人は「スコアの筆跡は自分のものでない」と語っていたが、12月27日には、これが自身によるスコアの改竄である事が明らかになった。LPGAは12月28日に臨時理事会を開き、10年間の資格停止処分とすることが決められた。この事件の1ヶ月前に男子ツアーで中西雅樹がスコアの改竄で5年間のツアー出場停止処分に処された以上の厳罰となった。
2014年1月21日、日本女子プロゴルフ協会を退会した。

## 主な戦歴
- 2002年 日本女子オープンゴルフ選手権競技 59位
- 2004年 We Love KOBE サントリーレディスオープンゴルフ 25位タイ
- 2004年 日本女子オープンゴルフ選手権競技 43位タイ